# Юзиховка
Юзиховка — лісовий заказник місцевого значення. Об'єкт розташований на території Звягельського району Житомирської області, ДП «Ємільчинське ЛГ», Жужельське лісництво, кв. 72, 73, 79, 80, Кочичинське лісництво, кв. 70, 72.
Площа — 439 га, статус отриманий у 1988 році.